# فارملی
فارملی مهمان خانه رسمی ایالت ایرلند است. قبلاً یکی از اقامتگاه‌های دوبلین خانواده گینس بود. ساختمان آن در یک موقعیت مرتفع بر فراز رودخانه لیفی در شمال غربی پارک فونیکس، در کسلناک واقع شده‌است. مساحت آن به ۷۸ جریب فرنگی (۳۲ هکتار) بالغ می‌شود که شامل باغ‌های خصوصی وسیع با توده‌های درختان بالغ سرو، کاج و بلوط، دریاچه قایقرانی، باغ دیواری، دفاتر کار و گله‌ای از گاوهای بومی کمیاب کری است. این مکان در سال ۱۹۹۹ توسط دولت ایرلند از ارل چهارم ایویا به مبلغ ۲۹٫۲ میلیون یورو خریداری شد. یک نهاد دولتی - اداره فواید عمومی (OPW) - در منطقه ۲۳ میلیون یورو برای بازسازی خانه، باغ‌ها و گلخانه‌های منحنی خرج کرد که کل هزینه را برای ایالت به ۵۲٫۲ میلیون یورو رساند. فارملی در ژوئیه ۲۰۰۱ به روی عموم باز شد.

## تاریخچه
فارملی زمانی یک خانه کوچک (دو طبقه) گرجی بود که در اواسط قرن ۱۸ ساخته شد. در ابتدا به خانواده کوت و سپس ترنچ تعلق داشت. پل فارملی در دهه ۱۸۷۰ به این ملک اضافه شد تا خطوط برق را از توربین مسابقه آسیاب روی تخت‌های توت فرنگی به خانه منتقل کند. و سپس طی سالهای متمادی گسترش بیشتری یافت

## کاربرد کنونی
امروزه فارملی توسط OPW اداره می‌شود و املاک و باغ‌های آن تا حد زیادی به روی عموم باز هستند اما خانه به جز تورهای سازمان‌یافته، معمولاً بسته‌است. رویدادهای فصلی، مانند بازارهای صنایع دستی و مواد غذایی، در این محوطه برگزار می‌شود. این ملک همچنین به‌عنوان محل برگزاری جشن‌های RTÉ، مجموعه‌ای از کنسرت‌های عمومی که هر تابستان در یک چادر بزرگ در محوطه آن برگزار می‌شود، استفاده می‌گردد.

## نگارخانه

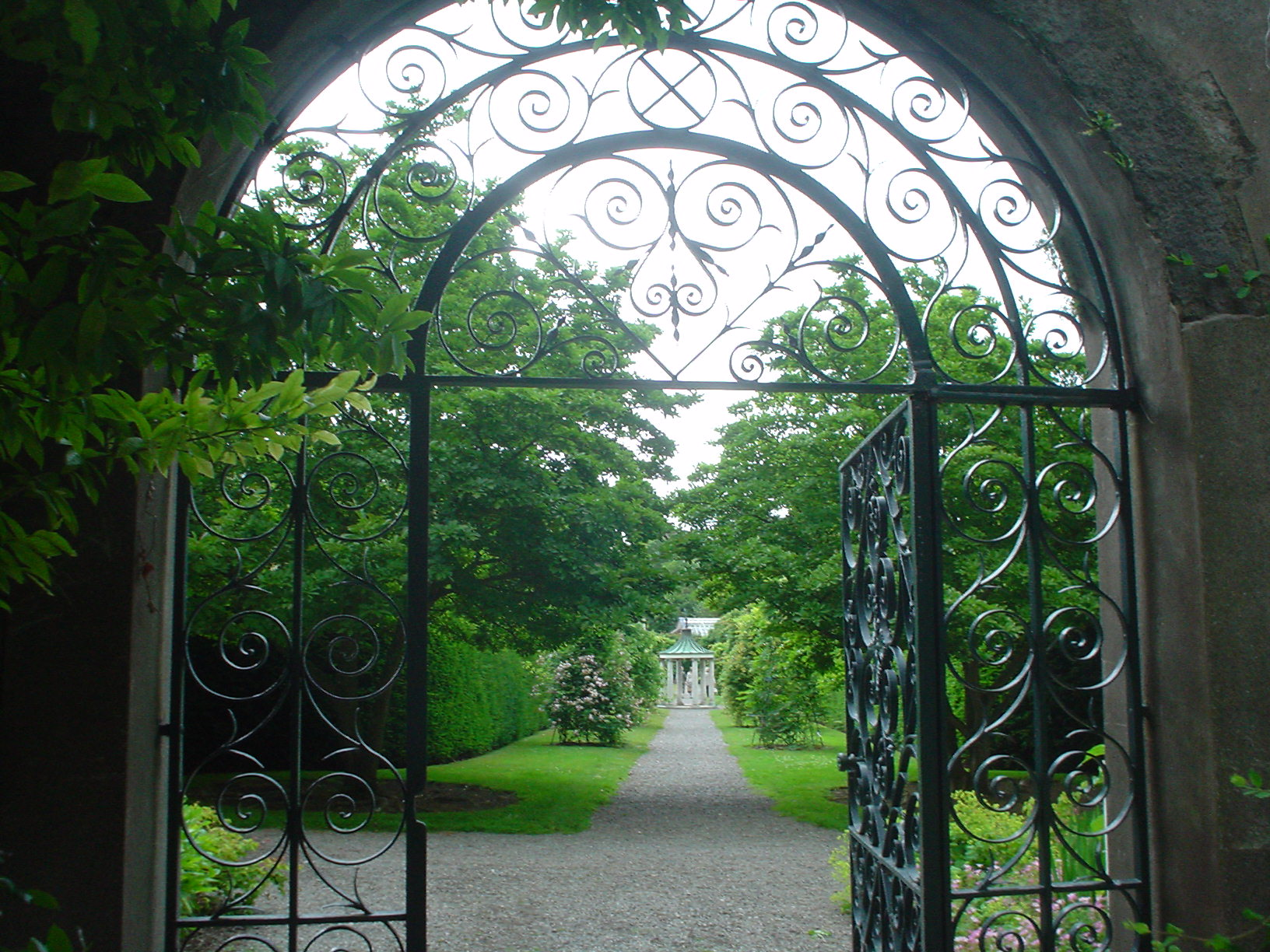
دروازه باغ در فارملی
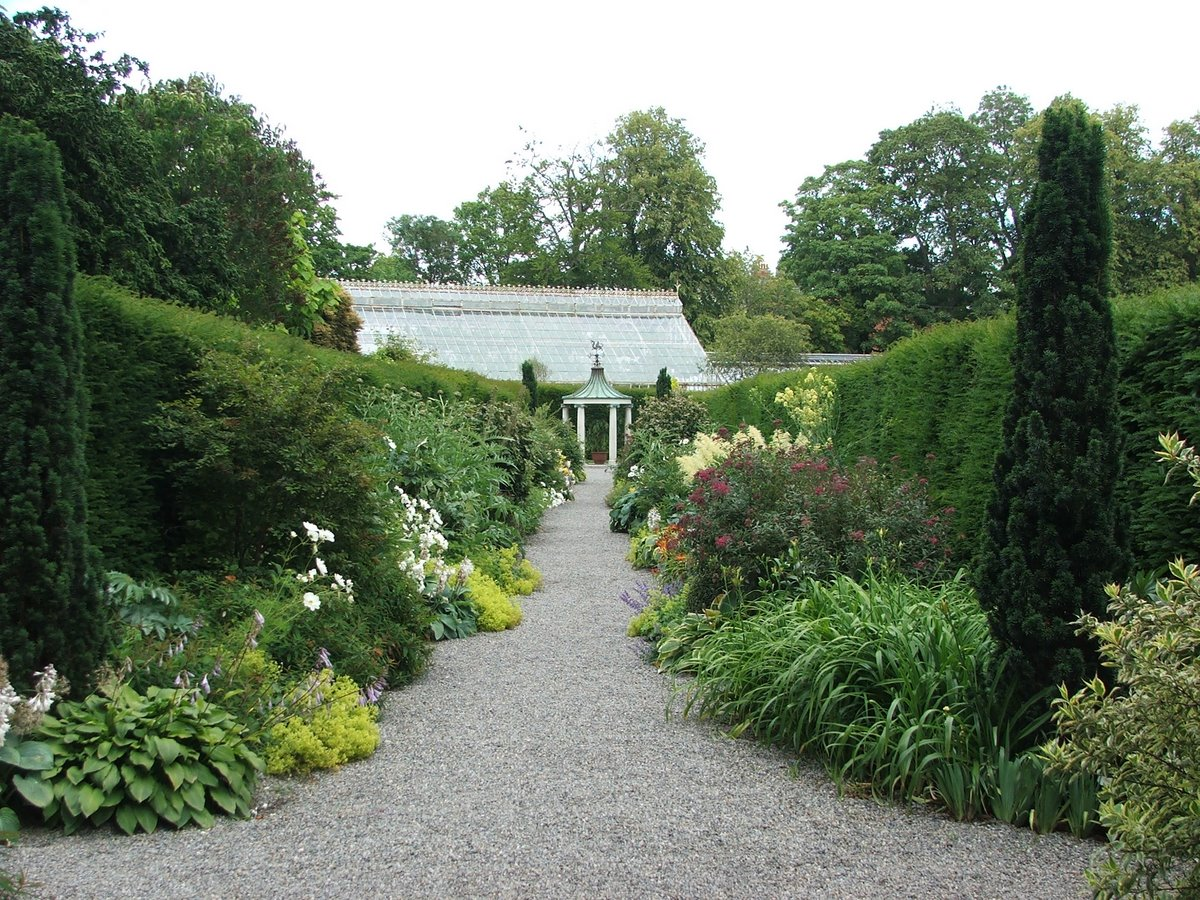
بخشی از باغ‌های املاک
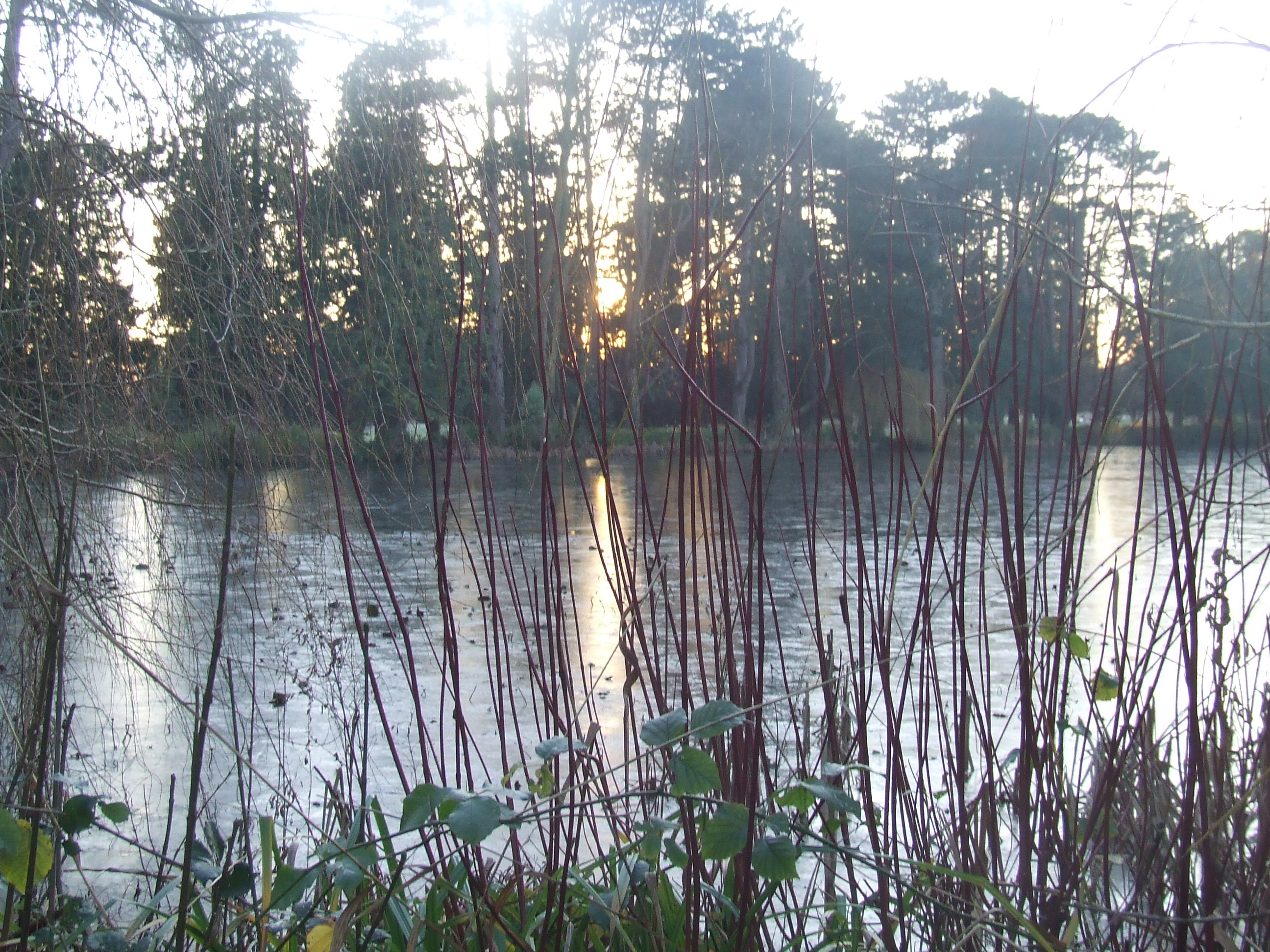
غروب خورشید در دریاچه قایق در دسامبر ۲۰۱۴